# Megastylus amoenus
Megastylus amoenus là một loài tò vò trong họ Ichneumonidae.